# Artpop
Artpop è il terzo album in studio della cantautrice statunitense Lady Gaga, pubblicato il 6 novembre 2013 dalla Streamline e dalla Interscope Records inizialmente in Giappone e successivamente nel resto del mondo.
La registrazione dell'album è iniziata nel 2011, quando la cantante stava ancora promuovendo Born This Way, ed è poi ripresa due anni più tardi, in seguito alla cancellazione delle ultime tappe del The Born This Way Ball. La produzione è stata curata da Lady Gaga stessa, Zedd, Madeon, Paul "DJ White Shadow" Blair e RedOne (con questi ultimi due aveva già collaborato in passato). Sono presenti come ospiti T.I., Too Short, Twista (Jewels n' Drugs) e R. Kelly (Do What U Want).
Applause è stato pubblicato il 12 agosto 2013 come singolo apripista dall'album ed ha raggiunto la quarta posizione nella Billboard Hot 100. Inoltre, è uscito una settimana prima rispetto alla data annunciata (19 agosto), a causa di alcune pubblicazioni sul web di versioni del brano registrate in bassa qualità, per un totale di due minuti e mezzo di canzone trapelata. Il secondo singolo, Do What U Want, è stato pubblicato il 21 ottobre 2013, mentre Venus (originariamente previsto come secondo singolo dall'album) è stato messo in commercio come primo singolo promozionale il 28 ottobre 2013. Dope è stato pubblicato come secondo singolo promozionale il 4 novembre 2013. Infine, G.U.Y. è stato pubblicato come terzo singolo ufficiale dall'album il 22 marzo 2014.
A fine 2013 l'album ha venduto oltre 2 300 000 copie in tutto il mondo.

## Antefatti
Il progetto di Artpop è iniziato poco dopo l'uscita del secondo album, Born This Way (2011), e l'anno seguente, sono state rese note informazioni del nuovo album. Durante un concerto Lady Gaga parlò dell'album definendolo "Divertente e libero" e ancora: "Più facile da capire del mio ultimo [album], ci saranno molti testi divertenti e brani ballabili". Il 3 agosto 2012, nella chat LittleMonsters.com, la cantante ha rivelato che Artpop sarebbe stato il titolo del nuovo album. Due giorni dopo, Lady Gaga ha comunicato sul suo profilo ufficiale Twitter, che voleva che il titolo dell'album fosse scritto in maiuscolo, quindi, ARTPOP e non Artpop, o come alcuni scrivevano, ArtPop. Per l'album la cantante ha scritto un centinaio di canzoni, tra cui Red Flames, Rachet (entrambe con la collaborazione della cantante Azealia Banks), o ancora Princess Die (ispirata a Diana Spencer), che però non sono state inserite nella lista tracce finale dell'album. Per quanto riguarda la collaborazione con i produttori musicali e DJ la cantante rivelò che stava registrando qualche materiale con Fernando Garibay e DJ White Shadow. Il materiale di partenza è stato inviato a Lady Gaga per la prima sessione di registrazione di Artpop che ha coinciso col The Born This Way Ball. Più di cinquanta canzoni sono state create e considerate per l'inserimento nell'album. Nel maggio 2012 il fondatore della Streamline Records, Vincent Herbert, ha fatto capire che la registrazione dell'album fosse finita, costituita da "folli, grandi brani". Lo stesso mese, Gaga ha presentato i brani alla sua casa discografica e ha rivelato il titolo dell'album, Artpop, ad agosto 2012 (un mese prima rispetto a quanto era stato annunciato dalla stessa cantante in precedenza).

A seguito di un intervento chirurgico all'anca nel mese di febbraio 2013, Gaga ha avuto sei mesi di tempo per recuperare, durante il quale ha studiato letteratura e musica con il suo team creativo, così come ha discusso dei "doni creativi che [essi] avevano da offrire l'un l'altro". Lady Gaga, intervistata dal Women's Wear Daily, a luglio 2013, ha dichiarato dell'album: 

## Copertina e titolo
La copertina dell'album è stata mostrata in anteprima il 7 ottobre 2013 dalla stessa cantante sui cartelloni pubblicitari di Clear Channel in tutto il mondo. Creata da Jeff Koons, l'immagine presenta una scultura nuda di Lady Gaga con un'enorme palla blu che le copre le parti intime. Lo sfondo è costituito da opere d'arte, tra cui la Nascita di Venere di Sandro Botticelli, che ha ispirato l'immagine della cantante per la creazione di Artpop, compreso il videoclip del singolo apripista Applause. Jeff Koons ha spiegato il significato della copertina a MTV:
La copertina di Artpop è stata modificata per il mercato dei Paesi arabi e medio-orientali per adeguarsi alle culture e alle abitudini di quei luoghi. Secondo la stazione radiofonica inglese Capital FM, Artpop è stata la migliore copertina del 2013.

## Promozione

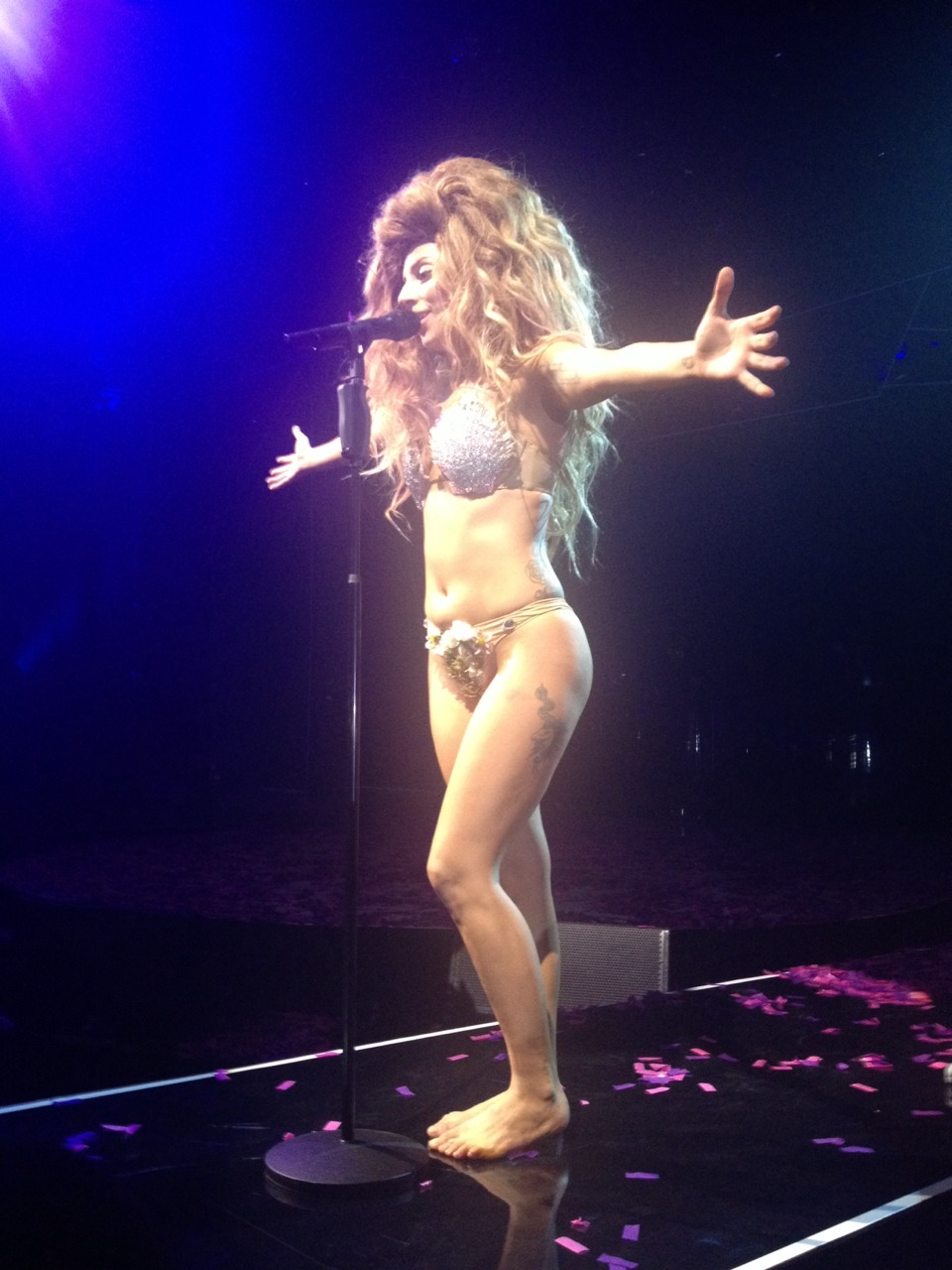
Lady Gaga canta Artpop durante la sua esibizione all'iTunes Festival 2013

Il 12 luglio 2013, tramite un annuncio a sorpresa, sulla pagina Facebook della cantante è stata annunciata l'uscita del nuovo singolo e dell'album, rispettivamente per il 19 agosto e l'11 novembre. Allora non era ancora noto il titolo del singolo, Applause, ma Artpop venne menzionato per la prima volta nel 2012, mentre Lady Gaga era in tour. Furono pubblicati i primi dati effettivi di quella che sarebbe stata l'Artpop App, come un "sistema di ingegneria che combina musica, arte, moda, e tecnologia". A proposito dell'album, invece, si evinceva che l'album «rispecchia musicalmente il processo creativo di Gaga dopo che passa attraverso lo spirito di ogni artista con cui collabora, incidendo un progetto del suo viaggio. Il risultato, una "furia" di passione elettronica e sovreccitazione, definendo ogni processo artistico dall'inizio alla fine, ARTPOP potrebbe significare qualsiasi cosa. Ma per lei, questa è una celebrazione di ossessione.» L'esecuzione in anteprima mondiale di Applause è avvenuta durante i Video Music Awards 2013, ed è stata l'esibizione d'apertura della manifestazione. Il singolo è stato eseguito anche in occasione delle partecipazioni di Gaga a Good Morning America e all'iTunes Festival di Londra. Il concerto tratto da quest'ultimo evento è stato filmato e pubblicato in formato DVD all'interno dell'edizione deluxe di Artpop.
Ad ottobre fu annunciato Venus come secondo singolo, ma il successo ottenuto dalla pubblicazione di Do What U Want qualche giorno prima fece cambiare l'idea della cantante, così quest'ultimo divenne il secondo singolo ufficiale dell'album, e Venus rimase promozionale. In particolare, con Do What U Want la cantante si è anche esibita negli Stati Uniti in programmi come The Voice e gli American Music Award. Inoltre, in seguito all'utilizzo di Aura nel trailer del film d'azione Machete Kills, in cui Gaga ha interpretato La Chameleón, è stato pubblicato su YouTube un lyric video del brano in cui sono presenti spezzoni del film.
Per celebrare la pubblicazione di Artpop, Lady Gaga e i suoi ballerini si esibirono nel primissimo ArtRave a Brooklyn, evento interamente filmato da Vevo e successivamente pubblicato a pezzi sul canale ufficiale della cantante. Presenti alla cerimonia anche Jeff Koons e Marina Abramović, i due artisti che hanno ispirato Lady Gaga durante quel periodo. Nella sala venne esposta la statua di Lady Gaga realizzata da Koons, e che è servita da copertina per l'album. Un tour nelle arene, l'ArtRave: The Artpop Ball, ha promosso l'album nel 2014 in quattro continenti e con settantanove spettacoli.
Dal 9 gennaio 2019 la cantante ha rimosso Do What U Want da ogni piattaforma digitale di vendita e streaming all'indomani delle accuse di presunti abusi sessuali di R. Kelly, collaboratore nel brano.

## Accoglienza

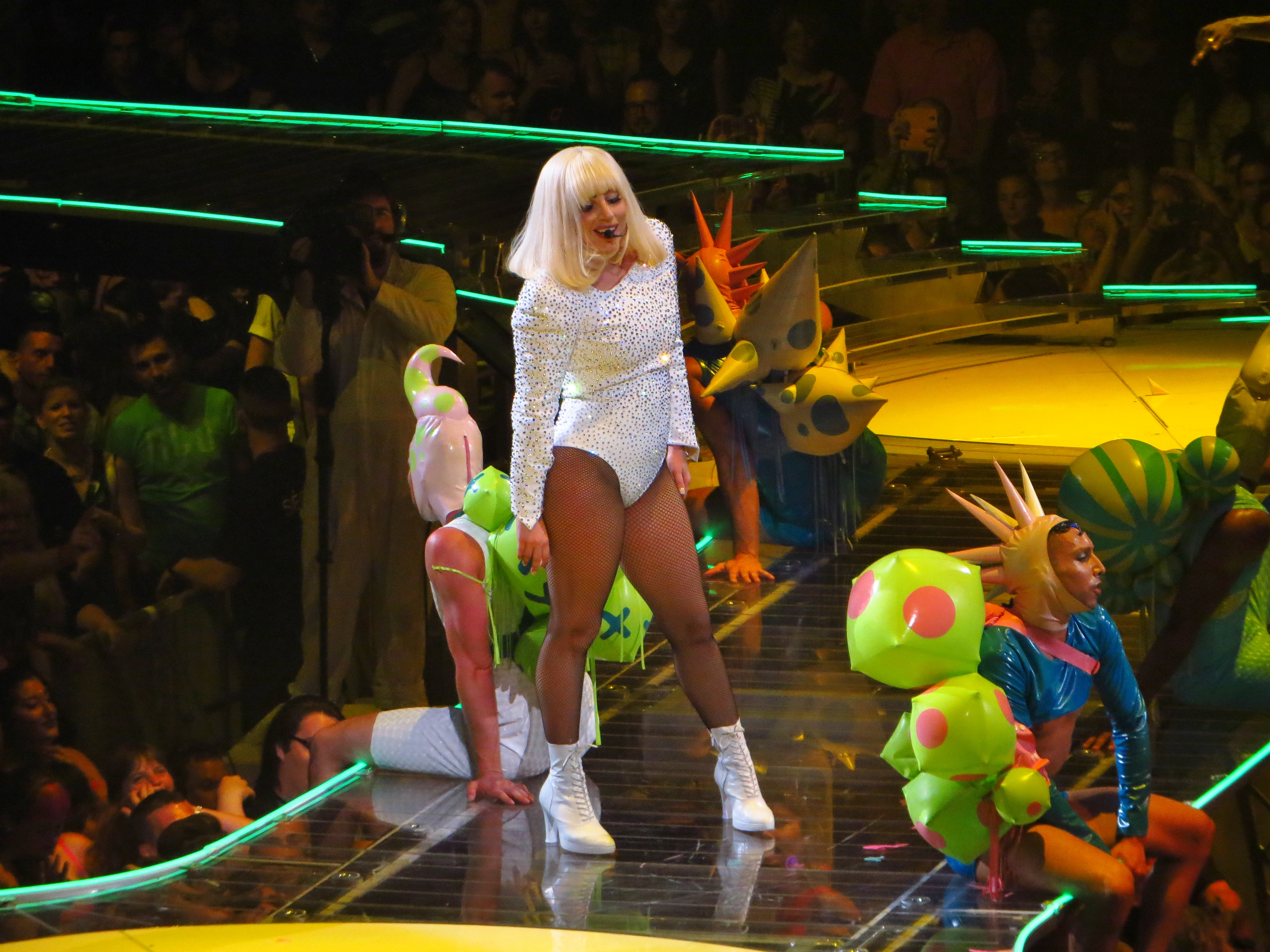
Lady Gaga durante una tappa dell'ArtRave: The Artpop Ball

Artpop ha ricevuto perlopiù recensioni positive dalla critica musicale. Il sito Metacritic ha assegnato all'album un punteggio di 61 su 100 basato su trenta recensioni, ossia «critiche generalmente favorevoli». Jason Lipshutz di Billboard ha valutato l'album con 84/100 dichiarando che "mentre a molti artisti della scena moderna interessano sostanzialmente le generalità della loro musica e il modo in cui essa viene presentata al mondo, Lady Gaga è l'artista che lavora più sodo nel mondo del pop perché fa assolutamente in modo che il suo materiale si evolva e si rinnovi dalla testa ai piedi". Jim Farber dal New York Daily News ha dichiarato che molti brani fanno sembrare la cantante lontana; ha dato un voto di 3/5 stelle e ha definito l'album "buono". Adam Markovitz da Entertainment Weekly ha assegnato all'album il voto B dichiarando che molti brani dell'album sono "orecchiabili ma triti e ritriti. Per quanto a pop, l'album è un ottimo lavoro e un entusiasmante tour delle macchinazioni sperimentate da Lady Gaga. Purtroppo in quanto arte, viene meno per quanto concerne una funzione essenziale: lasciare il segno". Jerry Shriver di USA Today ha valutato l'album con 2.5/4 stelle affermando che in Artpop "favolosità e temerarietà sono innegabilmente spietate ma il che non vuol dire che esso sia regolarmente sorprendente". Shriver ha infatti dichiarato che l'album è scarso di "ritornelli memorizzabili" e ha trovato che i "capogiri ritmici" siano "estenuanti"; continuando, ha dichiarato che l'album è pronto per "far ballare", ma è specifico soprattutto per i fans di Lady Gaga piuttosto che per gli ascoltatori estranei. Sal Cinquemani da Slant Magazine ha assegnato ad Artpop un voto di 3.5/5 stelle esaminando che "quando Gaga rivisita sonorità e sistemi pop più convenzionali i risultati sono sublimi - e sorprendentemente rivelatori". James Shotwell da Under the Gun' ha redatto un articolo positivo in cui ha dichiarato che Artpop "ha superato i lavori precedenti". Robert Copsey da Digital Spy ha assegnato ad Artpop 4 stelle su 5 dichiarando che "concettualmente, formalmente e contenutisticamente è confusionario; e per quanto la procedura di fare un album provandole di tutte è generalmente coraggiosa e in un certo senso non sorprendente, esso perde colpi quando le canzoni non sono sufficientemente buone per giustificarla". Ha anche contestato che alcuni brani di Artpop sembrano "insoddisfazioni non attuate", dichiarando infine che "detto ciò, la concentrazione di successi in Artpop controbilancia notevolmente gli errori".
Ed Potton dal The Times ha esaminato Artpop valutandolo con 4/5 stelle e concentrandosi sul fatto che i coltelli sono sguainati contro Lady Gaga per via delle accuse di copiare Madonna e dei «meno brani buoni» rispetto al precedente album Born This Way. Ha infine approvato la cantante ironizzando «è spacciata? Niente affatto». Helen Brown dal The Daily Telegraph ha dichiarato che «il pensiero di fare ancora un altro album che ruoti attorno alla propria celebrità (dopo The Fame e The Fame Monster) non è positivo. Può davvero avere ancora qualcosa di nuovo da dire a proposito?» e ha specificato che nonostante Lady Gaga provi diversi generi di musica «lei non fa niente di selvaggiamente originale, ma si diverte». Brown ha infine consigliato Artpop in quanto «ottimo da ballare». Alexis Petridis dal The Guardian ha assegnato all'album 3 stelle su 5 dichiarando che esso «è un discreto, anche se imperfetto, album pop, il suo sound buono è sufficiente per riempire i suoi stadi, grandi quanto l'abisso tra le sue idee e la sua musica. C'è sicuramente un buon pop in Artpop ma la parte "arte" è piuttosto difficile da distinguere».

## Tracce
1. Aura – 3:55 (Lady Gaga, Anton Zaslavski, Amit Duvdevani, Erez Eisen)
2. Venus – 3:53 (Lady Gaga, Paul "DJ White Shadow" Blair, Hugo Leclercq, Dino Zisis, Nick Monson, Sun Ra)
3. G.U.Y. – 3:52 (Lady Gaga, Anton Zaslavski)
4. Sexxx Dreams – 3:34 (Lady Gaga, Paul "DJ White Shadow" Blair, Martin Bresso, William Grigahcine)
5. Jewels n' Drugs (feat. T.I., Too Short and Twista) – 3:48 (Lady Gaga, Dino Zisis, Nick Monson, T.I., Too Short, Twista)
6. MANiCURE – 3:19 (Lady Gaga, Paul "DJ White Shadow" Blair, Dino Zisis, Nick Monson)
7. Do What U Want (feat. R. Kelly) – 3:47 (Lady Gaga, R. Kelly, Paul "DJ White Shadow" Blair, Martin Bresso, William Grigahcine) – rimossa nell'edizione digitale dal 9 gennaio 2019
8. Artpop – 4:07 (Lady Gaga, Paul "DJ White Shadow" Blair, Dino Zisis, Nick Monson)
9. Swine – 4:28 (Lady Gaga, Paul "DJ White Shadow" Blair, Dino Zisis, Nick Monson)
10. Donatella – 4:24 (Lady Gaga, Anton Zaslavski)
11. Fashion! – 3:59 (Lady Gaga, Giorgio Tuinfort, William Adams, David Guetta, Paul "DJ White Shadow" Blair)
12. Mary Jane Holland – 4:37 (Lady Gaga, Hugo Leclercq)
13. Dope – 3:41 (Lady Gaga, Paul "DJ White Shadow" Blair, Dino Zisis, Nick Monson)
14. Gypsy – 4:08 (Lady Gaga, Paul "DJ White Shadow" Blair, Hugo Leclercq, RedOne)
15. Applause – 3:32 (Lady Gaga, Paul "DJ White Shadow" Blair, Dino Zisis, Nick Monson, Nicolas Mercier, Julien Arias, William Grigahcine)

Tracce bonus nell'edizione Walmart
1. Applause (DJ White Shadow Electrotech Remix) – 5:49
2. Applause (Viceroy Remix) – 4:27

Traccia bonus nell'edizione giapponese
1. Applause (Empire of the Sun Remix) – 4:07

DVD bonus nella versione deluxe
1. iTunes Festival 2013 Performance – 60:00

## Formazione
- Lady Gaga – voce, pianoforte (traccia 13)
- Tim Stewart – chitarra (tracce 2, 4, 6-7, 14)
- Donnie Lyle – basso (traccia 4)
- Natalie Ganther – cori (tracce 5, 8-9, 14)
- Nichole Ganther – cori (tracce 5, 8-9, 14)
- Lyon Gray – cori (tracce 5, 8-9, 14)
- Sean Erick – corno francese (traccia 6)
- Leon H. Silva – corno francese (traccia 6)
- Bijon Watson – corno francese (traccia 6)
- Kevin Williams – corno francese (traccia 6)
- Doug Aldrich – chitarra (traccia 6)
- Pierre-Luc Rioux – chitarra (traccia 11)
- Giorgio Tuinfort – pianoforte (traccia 11)
- Ricky Tillo – chitarra (traccia 12)
- Jason Lader, Adam MacDougall – tastiere (traccia 13)

## Successo commerciale
Nel primo giorno dalla pubblicazione in Giappone, Oricon ha riportato che Artpop ha venduto 18 000 copie fisiche, risultando essere il secondo album più venduto della settimana (dopo #Justjin di Jin Akanishi, 23 000 copie vendute). L'album ha debuttato al primo posto nella Oricon Albums Chart con un totale di 58 493 copie vendute. Nella classifica annuale, stilata da Oricon, Artpop ha occupato il 45º posto con 133 340 copie vendute.

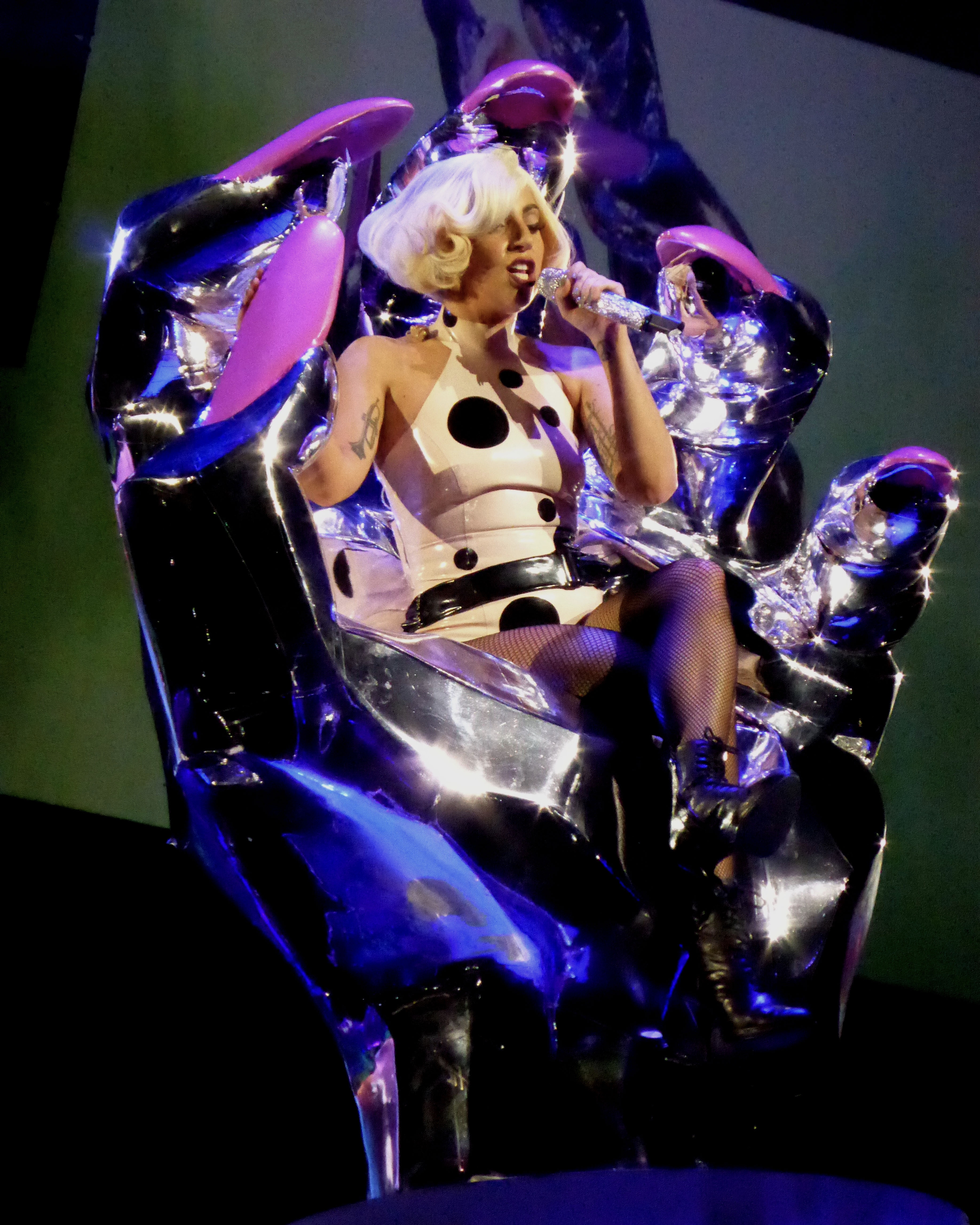
Lady Gaga si esibisce con Do What U Want allArtRave: The Artpop Ball

Il 14 novembre 2013 Artpop è stato certificato disco di platino dalla Music Canada per avere venduto oltre 80 000 copie in soli tre giorni dalla pubblicazione in Canada. Nella Billboard Canadian Albums, Artpop ha debuttato al terzo posto con una vendita pari a 25 000 copie, dietro Loved Me Back to Life di Céline Dion (31 000 copie) e The Marshall Mathers LP 2 di Eminem (29 000 copie). Nella settimana seguente, l'album è sceso al settimo posto con un calo delle vendite del 75%. Nella Billboard 200, Artpop ha debuttato direttamente al primo posto con una vendita pari a 258 000 copie (146 000 delle quali tramite download digitale). È il secondo album della cantante a debuttare al primo posto nella medesima classifica (dopo Born This Way nel 2011) ed il quarto ad aver venduto di più nel corso della prima settimana di una cantante femminile nel 2013 (dopo l'album omonimo di Beyoncé, Prism di Katy Perry e Bangerz di Miley Cyrus). Con un decremento delle vendite dell'82% (46 000 copie vendute), Artpop è sceso all'ottava posizione nella sua seconda settimana di presenza nella classifica, salendo di una posizione nella terza settimana con una vendita pari a 116 000 copie. Nel 2017 l'album è rientrato in classifica al 174º posto grazie all'esibizione della cantante al Super Bowl, vendendo nella settimana in questione 5 000 copie. A febbraio 2018 le vendite complessive di Artpop negli Stati Uniti d'America sono state pari a 775 000 copie.
Nella Official Albums Chart britannica Artpop ha debuttato direttamente al primo posto con una vendita pari a 65 600 copie, mentre nella Irish Albums Chart è entrato alla seconda posizione dietro a The Marshall Mathers LP 2 di Eminem (stabile in prima posizione per la seconda settimana consecutiva). La settimana seguente, l'album è sceso rispettivamente al 9º (15 900 copie vendute, -76%) e 8º posto. Nella terza settimana di presenza in classifica, Artpop è sceso al ventiquattresimo posto nella classifica inglese con 13 199 copie vendute. A otto settimane dalla pubblicazione, Artpop ha venduto 172 873 copie nel Regno Unito.
In Francia Artpop ha debuttato alla terza posizione con una vendita pari a 22 900 copie. La settimana seguente, Artpop è sceso alla 28ª posizione (5 100 copie, -78%). Nella terza settimana di presenza, l'album ha perso ulteriori quattordici posizioni (42ª posizione) con 3 900 copie vendute. Le vendite complessive di Artpop ammontano a 60 000 copie in Francia.
Con 1 133 copie vendute, Artpop ha debuttato al quinto posto nella classifica degli album più venduti in Danimarca, mentre in Italia l'album ha debuttato al secondo posto, dietro al 20 - The Greatest Hits di Laura Pausini. In Australia Artpop ha debuttato al secondo posto con una vendita pari a 15 685 copie, dietro alle 20 096 copie vendute da The Marshall Mathers LP 2 (stabile in prima posizione per la seconda settimana consecutiva). La settimana seguente, l'album è sceso sino all'ottava posizione.

## Classifiche

### Classifiche settimanali
| Classifica (2013) | Posizione massima |
| ----------------- | ----------------- |
| Argentina         | 8                 |
| Australia         | 2                 |
| Austria           | 1                 |
| Belgio (Fiandre)  | 2                 |
| Belgio (Vallonia) | 2                 |
| Canada            | 3                 |
| Corea del Sud     | 3                 |
| Croazia           | 1                 |
| Danimarca         | 5                 |
| Finlandia         | 3                 |
| Francia           | 3                 |
| Germania          | 3                 |
| Giappone          | 1                 |
| Grecia            | 4                 |
| Irlanda           | 2                 |
| Italia            | 2                 |
| Messico           | 1                 |
| Norvegia          | 4                 |
| Nuova Zelanda     | 2                 |
| Paesi Bassi       | 4                 |
| Polonia           | 8                 |
| Portogallo        | 4                 |
| Regno Unito       | 1                 |
| Repubblica Ceca   | 3                 |
| Spagna            | 3                 |
| Slovacchia        | 44                |
| Stati Uniti       | 1                 |
| Svezia            | 6                 |
| Svizzera          | 2                 |
| Ungheria          | 17                |

### Classifiche di fine anno
| Classifica (2013)    | Posizione |
| -------------------- | --------- |
| Argentina (standard) | 67        |
| Argentina (deluxe)   | 88        |
| Australia            | 72        |
| Belgio (Fiandre)     | 110       |
| Belgio (Vallonia)    | 88        |
| Giappone             | 45        |
| Italia               | 50        |
| Messico              | 23        |
| Stati Uniti          | 103       |
| Svezia               | 54        |
| Svizzera             | 74        |
| Ungheria             | 57        |
| Classifica (2014)    | Posizione |
| Canada               | 23        |
| Stati Uniti          | 34        |
| Svezia               | 65        |

## Date di pubblicazione
| Paese       | Data di pubblicazione | Formato                             | Etichetta              |
| ----------- | --------------------- | ----------------------------------- | ---------------------- |
| Giappone    | 6 novembre 2013       | CD, CD+DVD, download digitale       | Universal              |
| Australia   | 8 novembre 2013       | CD, CD+DVD, download digitale       | Universal              |
| Francia     | 8 novembre 2013       | Download digitale                   | Universal              |
| Germania    | 8 novembre 2013       | CD, CD+DVD, 2 LP, download digitale | Universal              |
| Italia      | 8 novembre 2013       | Download digitale                   | Universal              |
| Regno Unito | 8 novembre 2013       | Download digitale                   | Polydor                |
| Australia   | 11 novembre 2013      | 2 LP                                | Universal              |
| Francia     | 11 novembre 2013      | CD, CD+DVD                          | Universal              |
| Regno Unito | 11 novembre 2013      | CD, CD+DVD                          | Polydor                |
| Stati Uniti | 11 novembre 2013      | CD, Download digitale               | Streamline, Interscope |
| Italia      | 12 novembre 2013      | CD, CD+DVD                          | Universal              |
| Polonia     | 12 novembre 2013      | CD                                  | Universal              |
| Regno Unito | 20 gennaio 2014       | 2 LP                                | Polydor                |
| Stati Uniti | 21 gennaio 2014       | 2 LP                                | Streamline, Interscope |
| Francia     | 3 marzo 2014          | 2 LP                                | Universal              |